# Dordogne
|  | Est article tracta sobre el videojoc: per a altres significats, llegiu Dordonya o Dordonya (riu) |

Dordogne és un videojoc independent dissenyat per Aymeric Castaing i Cédric Babouche, publicat el 13 de juny del 2023 com a descàrrega digital en Microsoft Store, PlayStation Store, Steam, Nintendo Switch i PC, amb la particularitat que els diàlegs són en occità, encara que subtitulats en diversos idiomes.
Abans de presentar Dordogne, en 2018 els autors havien anunciat un altre joc intitulat Mr Tic Toc & the Endless City, però l'ajornaren en favor d'est altre.
Quan mamprengueren el projecte, la idea inicial era crear una història familiar, per la qual cosa Babouche la situà a la Dordonya, lloc de procedència de la seua família i on passà els estius durant la infància: com que els altres membres de l'equip no pertanyien a la comarca, hi viatjaren tots junts per a conéixer, a més dels llocs pintorescs, la realitat quotidiana de llocs com Sarlat e la Canedat, La Ròca de Gajac o Castèlnòu e la Capèla, amb representacions del mercat de Sarlat o el passeig en canoa pel riu Dordonya, dels quals realitzaren esbossos in situ durant l'estada. A més de la música ambiental del grup Supernaive, el joc conté enregistraments de sons naturals de l'entorn.
El 24 d'octubre del 2021, Focus Entertainment anuncià que s'ajuntava al projecte, amb l'ajornament de la publicació a l'any següent.
Demostrat l'agost del 2022 durant la Gamescom de Colònia (Alemanya), la premsa especialitzada pogué jugar a una part del joc en la qual la protagonista, Mimi, desdejuna amb l'àvia i durant la qual l'acció es reduïx a preparar el menjar. Castaing atengué els mitjans, entre els quals la revista nipona Famitsu, i anuncià que Dordogne havia sigut seleccionat per al Tokyo Game Show.
La crítica d'IGN aprecià l'estil gràfic del joc i la història, si bé trobà punts negatius en la música, la interacció i la durada del joc.
El 2024, Pix'n Love anuncià una edició limitada i numerada del joc en format físic per a PS5 i la Switch, en una caixa de cartó amb el suport físic corresponent, la banda sonora en doble LP autografiat pel grup, quatre litografies, pegatines i un llibret de dos-centes cinquanta-sis pàgines amb esbossos i entrevistes inèdites.